# Paik Sun-yup
Paik Sun-yup (coreano: 백선엽, hanja: 白善燁) (Nampho, 23 de noviembre de 1920-Seúl, 10 de julio de 2020) fue un militar y diplomático surcoreano que sirvió tanto en Manchukuo como en Corea del Sur, y más adelante durante la guerra de Corea.
Paik es conocido por su servicio durante la guerra de Corea y por ser el primer general de cuatro estrellas en la historia del Fuerzas Armadas de Corea del sur. Su hermano, Paik In-Yeop, también luchó para el Ejército de la República de Corea durante la guerra de Corea, comandando al 17.º Regimiento Independiente en la Batalla de Ongjin y nuevamente en los desembarcos de Incheon.

## Biografía

### Primeros años de vida y carrera
Paik nació en Kangsŏ-gun, Pyongan del Sur, actualmente la ciudad de Nampo, el 23 de noviembre de 1920, en una época en la que Corea estaba bajo dominio japonés. En 1925 la familia Paik se mudó a Pionyang en donde vivió en condiciones de extrema pobreza en un solo cuarto alquilado. Al no poder alimentar a su familia, la madre de Paik intentó tomar a sus hijos y suicidarse saltando del puente sobre el río Taedong pero fue disuadida de hacerlo por su hermana mayor.
La madre y la hermana de Paik consiguieron trabajos en una fábrica de hule para pagar por su educación. Estudió en la Escuela Primera Mansu por cuatro años, antes de ser transferido a la Escuela Primaria Yaksong. Después, pasó cinco años en la Escuela Normal de Pionyang, recibiendo entrenamiento para convertirse en profesor en 1939.
En lugar de dedicarse a enseñar, ingresó a la Academia Militar Mukden de Manchukuo. Luego de graduarse, se convirtió en oficial del Ejército Imperial de Manchukuo, y sirvió en la Fuerza Especial de Gando. Se enfrentó a la resistencia antijaponesa en Jiandao (este de Mancuria). Se unió a la campaña japonesa en el norte de China por diez meses entre 1944 y 1945.
Luego de concluida la Segunda Guerra Mundial regresó a Pionyang, pero en diciembre de 1945 se escapó al sur ya que el alza de los comunistas amenazó a su seguridad. En Corea del Sur, fue comisionado como Primer Teniente en el Constabulario, el predecesor del Ejército de la República de Corea. Se comprometió a construir el ejército, destruir a las guerrillas comunistas y eliminar a los izquierdistas del ejército.

### Guerra de Corea

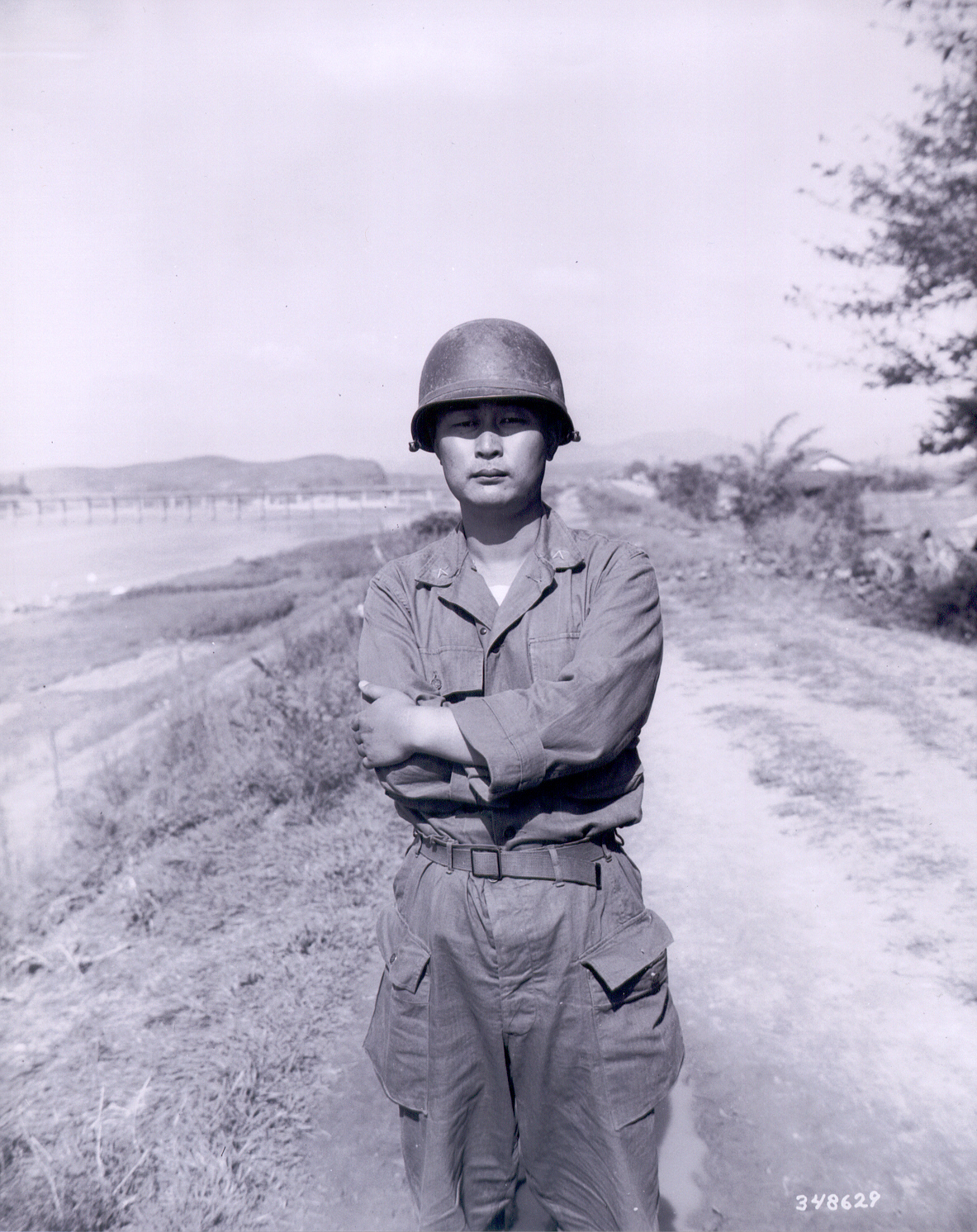
Paik Sun Yup en Daegu, Corea del Sur, 1950.

Cuando se iniciaron las hostilidades el 25 de junio de 1950, fue asignado como comandante de la 1.ª División de Infantería en Seúl. Finalmente se retiró Gyeongsangnam-do pero tuvo una importante contribución a la defensa del perímetro de Pusan, especialmente en la victoria en la aldea de Dabudong.
En el movimiento hacia el norte, su división bajo el I Cuerpo de los Estados Unidos se convirtió en la primera en entrar a Pionyang el 19 de octubre. Fue uno de los primeros oficiales en darse cuenta de que China había entrado a la guerra. asumió la defensa del noroeste de Corea, pero se vio abrumado por una fuerza china mucho más grande.
En abril de 1951, Paik fue puesto al mando del I Cuerpo de la República de Corea a cargo del Este de Corea. Rápidamente se dio cuenta de que el ejército surcoreano estaba mal entrenado; llevaron a cabo entrenamientos intensivos mientras la línea de batalla era resuelta. En julio de 1951, Paik fue elegido para representar al ejército de la RC en las charlas de tregüa de Kaesong, pero no logró conseguir resultados.
En noviembre, la Fuerza de Tarea Paik fue creada para destruir las guerrillas comunistas en Jirisan. La campaña terminó exitosamente en marzo de 1952. En reconocimiento a su éxito, fue ascendido a Teniente General y la Fuerza de Tarea Paik fue transformada en el nuevo II Cuerpo de la RC. Luego fue nombrado Jefe del Estado Mayor del Ejército en julio de 1952, y se dedicó a construir el ejército de Corea del Sur. En enero de 1953, fue ascendido al rango de general en el ejército de la RC; lo cual lo convirtió en el primer general de cuatro estrellas de las Fuerzas Armadas de la RC.

### Años posteriores

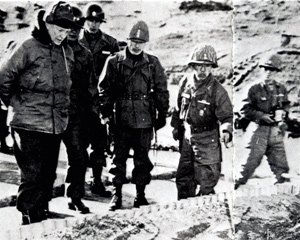
Guerra de Corea
(Dwight D. Eisenhower, Kim Baik-Il, Baik Seon-yup, Chung Il-kwon.

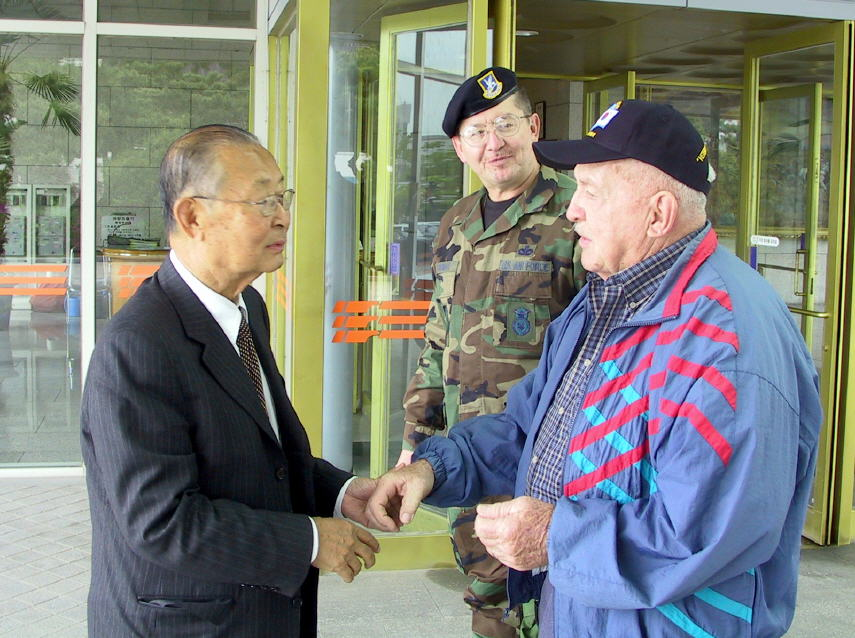
Paik Sun-yup en mayo de 2002.

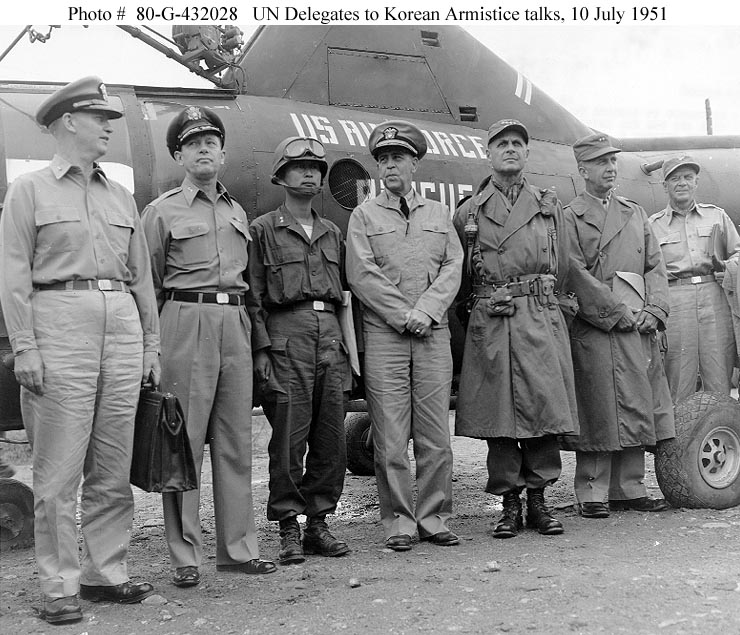
Paik con una delegación del armisticio en 1951.

Paik ejerció con éxito los puestos de comandante del Primer Ejército de Campo, Jefe del Estado Mayor del Ejército y el director de los Jefes del Estado Mayor de la República de Corea hasta su retiro del ejército en mayo de 1960.
Fue nombrado embajador ante la República de China en Taiwán en 1960, Francia en 1961 y Canadá en 1965. Entre 1969 y 1971, fue Ministro de Transporte y lanzó la construcción del Metro de Seúl. En 1970 tuvo que enfrentarse al secuestro de un avión de Japan Airlines en el Aeropuerto Gimpo por parte del Ejército Rojo Japonés. Fue presidente de dos compañías de políticas nacionales. Participó en la construcción del Memorial de Guerra en Yongsan, el cual abrió en 1990.

## Obras
Desde Pusan a Panmunjom: Memorias de Guerra del Primer General de Cuatro Estrellas de la República de Corea, Paik Sun Yup (Dulles, VA: Brassey's, 1992): ISBN 978-1-57488-202-5. (en inglés)